# .kz

Allocation de l'espace d'adressage IPv4 au Kazakhstan.

.kz est le domaine de premier niveau national (country code top level domain : ccTLD) réservé au Kazakhstan.